# Emphysomera atrogaster
Emphysomera atrogaster là một loài ruồi trong họ Asilidae. Emphysomera atrogaster được Bigot miêu tả năm 1859.